# Tour de l'Horloge de Nusretiye
 (signalé en mai 2025).
Si vous disposez d'ouvrages ou d'articles de référence ou si vous connaissez des sites web de qualité traitant du thème abordé ici, merci de compléter l'article en donnant les références utiles à sa vérifiabilité et en les liant à la section « Notes et références ».
- Archive Wikiwix
- Bing
- Cairn
- DuckDuckGo
- E. Universalis
- Gallica
- Google
- G. Books
- G. News
- G. Scholar
- Persée
- Qwant
- (zh) Baidu
- (ru) Yandex
- (wd) trouver des œuvres sur Wikidata

La Tour de l'Horloge de Nusretiye ou Tour de l'Horloge de Tophane (en Turc : Tophane Saat Kulesi) est une tour horloge située dans le quartier de Tophane dans le district de Beyoğlu à Istanbul en Turquie, près de la Mosquée Nusretiye sur la rive 
européenne du Bosphore. Elle fut érigée sur ordre du Sultan ottoman Abdülmecid Ier, ses plans furent conçus par l'architecte Gabaret Amira Balyan de la famille Balyan, les travaux furent entrepris durant l'année 1848. La tour est de style néoclassique, la Tuğra d'Abdülmecid Ier orne le dessus de l'entrée. Elle possède un plan carré et est composée de trois étages culminants à 15 mètres de hauteur. La Tour est en mauvais état mais survécut, tout comme la Mosquée Nusretiye, au renouvellement urbain et aux programmes routiers du milieu des années 1950. Cependant, elle est restée dans une zone d'entrepôt portuaire fermée au public.